# Mistrovství světa v zápasu řecko-římském 2009
Mistrovství světa v zápasu řecko-římském proběhlo v Herningu, Dánsko v roce 2009.

## Výsledky
| Kategorie | Podrobně | Zlato                  | Stříbro                 | Bronz                      | Bronz                  |
| --------- | -------- | ---------------------- | ----------------------- | -------------------------- | ---------------------- |
| -55 kg    | podrobně | Hamíd Surián (IRI)     | Roman Amojan (ARM)      | Håkan Nyblom (DEN)         | Rovšan Bajramov (AZE)  |
| -60 kg    | podrobně | Islambek Albijev (RUS) | Dylšod Aripov (UZB)     | Nurbakyt Tengizbajev (KAZ) | Vitali Rahimov (AZE)   |
| -66 kg    | podrobně | Farid Mansurov (AZE)   | Manučar Cchadaija (GEO) | Ambako Vačadze (RUS)       | Pedro Muléns (CUB)     |
| -74 kg    | podrobně | Selçuk Çebi (TUR)      | Mark Madsen (DEN)       | Alexandr Kikiňov (BLR)     | Faršád Alízade (IRI)   |
| -84 kg    | podrobně | Nazmi Avluca (TUR)     | Mélonin Noumonvi (FRA)  | Habíbolláh Achlágí (IRI)   | Pablo Shorey (CUB)     |
| -96 kg    | podrobně | Balázs Kiss (HUN)      | Jimmy Lidberg (SWE)     | Amír Alíakbarí (IRI)       | Aslanbek Chuštov (RUS) |
| -120 kg   | podrobně | Mijaín López (CUB)     | Dremiel Byers (USA)     | Jalmar Sjöberg (SWE)       | Rıza Kaya'alp (TUR)    |